# Станция береговой охраны, два маяка, Мэн
«Станция береговой охраны, два маяка, Мэн» (англ. Coast Guard Station, Two Lights, Maine) — картина американского художника-реалиста Эдварда Хоппера, написанная в 1927 году. На картине изображены маяки на мысе Елизаветы в штате Мэн, где художник часто бывал со своей женой. Хранится в Метрополитен-музее в Нью-Йорке.